# 113. Infanterie-Division (Deutsches Kaiserreich)
Die 113. Infanterie-Division war ein Großverband der Preußischen Armee im Ersten Weltkrieg.

## Geschichte
Die Division wurde am 20. März 1915 in der Nähe von Sedan zusammengestellt und im weiteren Verlauf des Krieges ausschließlich an der Westfront eingesetzt. Nach dem Waffenstillstand räumte es die besetzten Gebiete, marschierte in die Heimat, wo schließlich die Demobilisierung und zum 22. Januar 1919 die Auflösung des Verbandes stattfand.

### Gefechtskalender

#### 1915
- 25. März bis 8. April – Reserve der OHL
- 08. April bis 30. Juli – Kämpfe zwischen Maas und Mosel
- 30. Juli bis 29. September – Reserve der OHL
- 29. September bis 25. Oktober – Herbstschlacht in der Champagne
- ab 25. Oktober – Kämpfe zwischen Maas und Mosel

#### 1916
- bis 28. Februar – Kämpfe zwischen Maas und Mosel
- 28. Februar bis 12. April – Schlacht um Verdun
- 13. April bis 26. September – Kämpfe an der Aisne
- 27. September bis 22. Oktober – Schlacht an der Somme
- ab 23. Oktober – Stellungskämpfe zwischen Maas und Mosel

#### 1917
- bis 16. Januar – Stellungskämpfe zwischen Maas und Mosel
- 17. Januar bis 14. Februar – Reserve der OHL bei Armeeabteilung B
- 15. Februar bis 20. April – Stellungskampf im Oberelsass
- 23. April bis 27. Mai – Doppelschlacht an der Aisne und in der Champagne
- 28. Mai bis 23. Oktober – Stellungskämpfe am Chemin des Dames
- 24. Oktober bis 2. November – Nachhutkämpfe an und südlich der Ailette
- ab 3. November – Stellungskämpfe nördlich der Ailette

#### 1918
- bis 21. Februar – Stellungskämpfe nördlich der Ailette
- 26. Februar bis 20. März – Ruhezeit hinter der 18. Armee
- 21. März bis 6. April – Große Schlacht in Frankreich
- 07. April bis 26. Mai – Kämpfe an der Avre und bei Montdidier und Noyon
- 27. Mai bis 13. Juni – Schlacht bei Soissons und Reims
- 14. Juni bis 4. Juli – Stellungskämpfe zwischen Oise, Aisne und Marne
- 05. bis 14. Juli – Stellungskämpfe zwischen Aisne und Marne
- 15. bis 17. Juli – Angriffsschlacht an der Marne und in der Champagne
- 18. bis 25. Juli – Abwehrschlacht zwischen Soissons und Reims
- 26. Juli bis 3. August – Bewegliche Abwehrschlacht zwischen Marne und Vesle
- 04. bis 9. August – Stellungskämpfe an der Vesle
- 11. August bis 3. September – Abwehrschlacht zwischen Somme und Oise
- 03. bis 26. September – Kämpfe vor der Siegfriedfront
- 27. September bis 8. Oktober – Abwehrschlacht zwischen Cambrai und St. Quentin
- 09. Oktober bis 4. November – Kämpfe vor und in der Hermannstellung
- 05. bis 11. November – Rückzugskämpfe vor der Antwerpen-Maas-Stellung
- ab 12. November – Räumung des besetzten Gebietes und Marsch in die Heimat

## Gliederung

### Kriegsgliederung vom 25. März 1915
- 225. Infanterie-Brigade
  - Reserve-Infanterie-Regiment Nr. 32
  - Füsilier-Regiment „General-Feldmarschall Graf Blumenthal“ (Magdeburgisches) Nr. 36
  - Infanterie-Regiment „von Stülpnagel“ (5. Brandenburgisches) Nr. 48
  - 3. und 4. Eskadron/Kürassier-Regiment „Graf Gessler“ (Rheinisches) Nr. 8
  - Feldartillerie-Regiment Nr. 225
  - Pionier-Kompanie Nr. 225

### Kriegsgliederung vom 12. März 1918
- 225. Infanterie-Brigade
  - Reserve-Infanterie-Regiment Nr. 32
  - Füsilier-Regiment „General-Feldmarschall Graf Blumenthal“ (Magdeburgisches) Nr. 36
  - 3. Magdeburgisches Infanterie-Regiment Nr. 66
  - MG-Scharfschützen-Abteilung Nr. 34
  - 3. Eskadron/Kürassier-Regiment „Graf Gessler“ (Rheinisches) Nr. 8
- Artillerie-Kommandeur Nr. 113
  - Feldartillerie-Regiment Nr. 225
  - Fußartillerie-Bataillon Nr. 407
- Pionier-Bataillon Nr. 113
- Divisions-Nachrichten-Kommandeur Nr. 113

## Kommandeure
| Dienstgrad                   | Name                              | Datum                              |
| ---------------------------- | --------------------------------- | ---------------------------------- |
| Generalleutnant              | Georg Karl August Hildebrandt     | 20. März bis 9. Mai 1915           |
| Generalleutnant              | Max von Wienskowski               | 10. Mai 1915 bis 17. Juni 1916     |
| Generalleutnant              | Leo Sontag                        | 18. Juni 1916 bis 24. Februar 1917 |
| Generalmajor/Generalleutnant | Walter von Bergmann               | 25. Februar bis 21. September 1917 |
| Generalmajor                 | Friedrich Wilhelm Karl von Passow | 22. September bis 22. Januar 1919  |